# Châteauneuf-sur-Cher
Châteauneuf-sur-Cher è un comune francese di 1 556 abitanti situato nel dipartimento del Cher, nella regione del Centro-Valle della Loira.

## Storia

### Simboli
Lo stemma di Châteauneuf-sur-Cher riprende il blasone della famiglia de l'Aubespine, feudatari locali. Ai fiori di biancospino (in francese aubépine) con cinque petali arrotondati, si accompagna il blasone dei Berruyer, portato da Margherita le Berruyer, moglie di Claude I de l'Aubespine da cui discendono tutte le famiglie di Aubespine. Il padre di Margherita (originario di Orléans) fu consigliere al Parlamento di Bretagna nel 1555, morì nel 1573 senza essere arrivato alla piena nobiltà: è per questo che nel suo emblema era raffigurato un semplice elmo.

## Società

### Evoluzione demografica
Abitanti censiti